# Dick Smith (Maskenbildner)

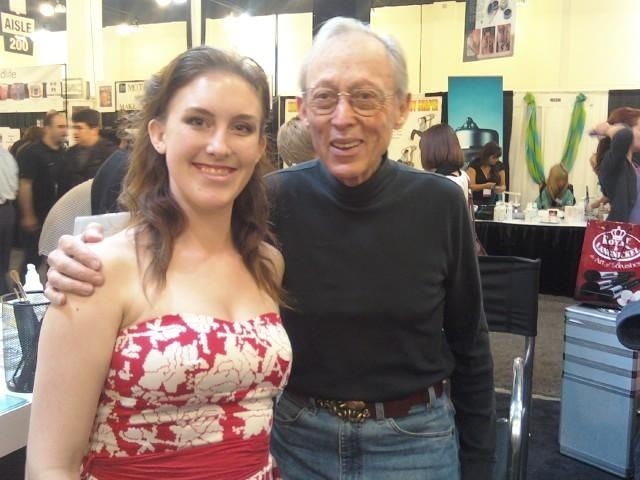
Richard Emerson Smith in 2009

Richard Emerson „Dick“ Smith (* 26. Juni 1922 in Larchmont, New York; † 30. Juli 2014 in Los Angeles, Kalifornien) war ein US-amerikanischer Maskenbildner für Spezialeffekte.

## Leben
Dick Smith gilt als Pionier und Innovator des modernen Make-up-Handwerks und begann bereits in den 1940er-Jahren, beim amerikanischen Fernsehen zu arbeiten, wo er schnell eine leitende Position einnahm und sich den Ruf eines hochbegabten und fähigen Handwerkers sichern konnte. Zahlreiche, zum Teil noch heute fast unverändert gebräuchliche Techniken und Materialien gehen auf seine Arbeiten zurück. 1964 veröffentlichte er ein Lehrbuch mit dem Titel Dick Smith’s Do-It-Yourself Monster Make-up Handbook, das lange Jahre als Referenzwerk galt und unzählige Berufskollegen beeinflusste.
Smith gilt als Begründer des modernen Effektschminkens und bot in den USA eine eigene Ausbildung an. Als bahnbrechend gelten unter anderem seine Techniken zur Hautalterung unter anderem durch geschäumte Latexteile (eingesetzt unter anderem für Dustin Hoffman in Little Big Man, wo er als erster multiple Teile einsetzte, Marlon Brando in Der Pate und Max von Sydow in Der Exorzist) und seine für Taxi Driver entwickelte Rezeptur (Dick Smith formula) für Filmblut, die aus Maissirup, Zinkoxid, roter und gelber Lebensmittelfarbe, Tensiden (Kodak Photo-Flo) und Wasser besteht und sich seit Anfang der 1980er-Jahre in der Special-Make-up-Branche durchgesetzt hat. Smith war einer der Special Guests beim Monsterpalooza im Oktober 2012.
Smith war seit 1944 mit Jocelyn De Rosa verheiratet, mit der er Vater zweier Kinder wurde.

## Filmografie
- 1948 – Kennwort 777 (Call Northside 777)
- 1949 – Blutsfeindschaft (House of Strangers)
- 1955 – Alice in Wonderland (Fernsehen)
- 1959 – The Alligator People
- 1963 – Der Kardinal (The Cardinal)
- 1964 – Henrys Liebesleben (The World of Henry Orient)
- 1968 – Die Geschichte des Dr. Jekyll & Mr. Hyde (The Strange Case of Dr. Jekyll and Mr. Hyde)
- 1969 – Asphalt-Cowboy (Midnight Cowboy)
- 1970 – Das Schloß der Vampire (House of Dark Shadows)
- 1970 – Little Big Man
- 1972 – Der Pate (The Godfather)
- 1973 – Der Exorzist (The Exorcist)
- 1974 – Der Pate – Teil II (The Godfather: Part II)
- 1975 – Die Frauen von Stepford (The Stepford Wives)
- 1975 – Die Sunny Boys (The Sunshine Boys)
- 1976 – Taxi Driver
- 1976 – Der Marathon-Mann (The Marathon Man)
- 1977 – Hexensabbat (The Sentinel)
- 1977 – Exorzist II – Der Ketzer (Exorcist II: The Heretic)
- 1978 – Die durch die Hölle gehen (The Deer Hunter)
- 1980 – Der Höllentrip (Altered States)
- 1981 – Scanners – Ihre Gedanken können töten (Scanners)
- 1983 – Begierde (The Hunger)
- 1984 – Amadeus
- 1988 – Poltergeist III – Die dunkle Seite des Bösen (Poltergeist III)
- 1991 – Stephen King’s Golden Years
- 1992 – Der Tod steht ihr gut (Death Becomes Her)
- 1992 – Forever Young
- 1999 – Haunted Hill (House on Haunted Hill)

## Auszeichnungen
- 1985: Oscar für das beste Make-up in Amadeus
- 2012: Ehrenoscar für sein Lebenswerk